# Santanaraptor
Santanaraptor („lupič ze souvrství Santana“) byl rod dravého (teropodního) dinosaura, patřícího nejspíš do nadčeledi Tyrannosauroidea (jde tedy o vzdáleného příbuzného populárního rodu Tyrannosaurus). Tento dvounohý predátor žil v období spodní (rané) křídy (stupně apt – alb, asi před 115 – 108 miliony let) na severovýchodě dnešní Brazílie (stát Ceará).

## Objev a klasifikace
Teropoda formálně popsal roku 1999 brazilský paleontolog Alexander Kellner. Již o tři roky dříve však stejný vědec referoval o měkkých tkáních, objevených u fosilie santanaraptora.
V souvrství Santana byly objeveny fosilie nedospělého jedince, který by v plném stavu dochování dosahoval délky asi 130 cm. Tito teropodi zřejmě dorůstali délky 1,5 metru a hmotnosti 15 kilogramů. Objeveny byly i otisky měkkých tkání, konkrétně mineralizované svalové a kožní tkáně, otisky povrchu kůže ale nikoliv. Vzhledem k objevu pouze zadní části kostry (oblast pánve, zadních končetin a ocasu) je obtížné přesně stanovit příbuzenství santanaraptora, v každém případě šlo ale o célurosaura a pravděpodobně tyranosauroida. Tím pádem by šlo o vůbec prvního zástupce této skupiny, známého z jižních kontinentů (Gondwany).